# Fourges
Fourges est une ancienne commune française, située dans le département de l'Eure en région Normandie, devenue le 1er janvier 2016 une commune déléguée au sein de la commune nouvelle de Vexin-sur-Epte.

## Géographie
À 5 minutes[Comment ?] du Val-d'Oise et des Yvelines, la commune est limitrophe du Val-d'Oise par la rivière Epte qui se jette dans la Seine à 15 km de là.

## Toponymie
Le nom de la localité est attesté sous la forme latinisée Furcas vers 1025, Furge vers 1027 (charte de Richard II) et sa forme actuelle Fourges dès 1242, Parochia de Fourgis en 1242 (L. P.), Furgi en 1263 (cartulaire du Trésor), Forgice en 1254, Furges subtus Baudemont en 1262 (cartulaire de Saint-Ouen), Fourge en 1316 (L. P.).
Il ne s'agit pas d'une variante du mot forge comme le croit Albert Dauzat qui ne cite pas Furcas, qu'il ne connaît pas, mais d'une variante du mot fourche au sens d'« embranchement (de routes) ». Fourges se situe effectivement au carrefour de plusieurs voies. Fourges se trouve au sud est de la ligne Joret redéfinie par René Lepelley, c'est pourquoi la forme normande *Fourques a fait place à la forme du français central *Fourches devenue Fourges, peut-être par attraction du mot forge.
L'ancienne commune de Bosc-Roger-sous-Bacquet a été réunie à Fourges en 1842. Ce toponyme est également attesté au Moyen Âge sous la forme latinisée Boscus Rogerii en 1164 (ch. de l’arch. Rotrou) et en 1242 (ch. de saint Louis). En 1672, on trouve une forme francisée Boisroger (aveu de l’abbesse du Trésor). Bosc étant le forme normande correspondant au français bois. Roger était un anthroponyme particulièrement répandu dans la Normandie ducale, où il existe d'ailleurs de nombreux (le) Bosc-Roger.

## Politique et administration
| Période                                  | Période    | Identité      | Étiquette | Qualité  |
| ---------------------------------------- | ---------- | ------------- | --------- | -------- |
| Les données manquantes sont à compléter. |            |               |           |          |
| avant 1988                               | ?          | Paul Languet  |           |          |
| 1991                                     | 2001       | Didier Ribon  |           |          |
| 2001                                     | 2014       | Denis Régnier |           |          |
| 2014                                     | 31/12/2015 | René Duntz    | SE        | Retraité |

La commune de Vexin-sur-Epte est née le 1er Janvier 2016 dans le cadre de la loi Notre, elle englobe Fourges.

## Démographie
L'évolution du nombre d'habitants est connue à travers les recensements de la population effectués dans la commune depuis 1793. À partir du 1er janvier 2009, les populations légales des communes sont publiées annuellement dans le cadre d'un recensement qui repose désormais sur une collecte d'information annuelle, concernant successivement tous les territoires communaux au cours d'une période de cinq ans. 
Pour les communes de moins de 10 000 habitants, une enquête de recensement portant sur toute la population est réalisée tous les cinq ans, les populations légales des années intermédiaires étant quant à elles estimées par interpolation ou extrapolation. Pour la commune, le premier recensement exhaustif entrant dans le cadre du nouveau dispositif a été réalisé en 2007,.
En 2013, la commune comptait 798 habitants, en évolution de −2,21 % par rapport à 2008 (Eure : +2,66 %, France hors Mayotte : +2,49 %).
| 1793 | 1800 | 1806 | 1821 | 1831 | 1836 | 1841 | 1846 | 1851 |
| ---- | ---- | ---- | ---- | ---- | ---- | ---- | ---- | ---- |
| 300  | 356  | 398  | 366  | 410  | 401  | 402  | 524  | 507  |

| 1856 | 1861 | 1866 | 1872 | 1876 | 1881 | 1886 | 1891 | 1896 |
| ---- | ---- | ---- | ---- | ---- | ---- | ---- | ---- | ---- |
| 480  | 457  | 447  | 437  | 419  | 383  | 402  | 381  | 354  |

| 1901 | 1906 | 1911 | 1921 | 1926 | 1931 | 1936 | 1946 | 1954 |
| ---- | ---- | ---- | ---- | ---- | ---- | ---- | ---- | ---- |
| 366  | 372  | 375  | 305  | 327  | 274  | 264  | 319  | 281  |

| 1962 | 1968 | 1975 | 1982 | 1990 | 1999 | 2007 | 2012 | 2013 |
| ---- | ---- | ---- | ---- | ---- | ---- | ---- | ---- | ---- |
| 312  | 321  | 419  | 453  | 685  | 772  | 810  | 800  | 798  |

## Culture locale et patrimoine

### Lieux et monuments

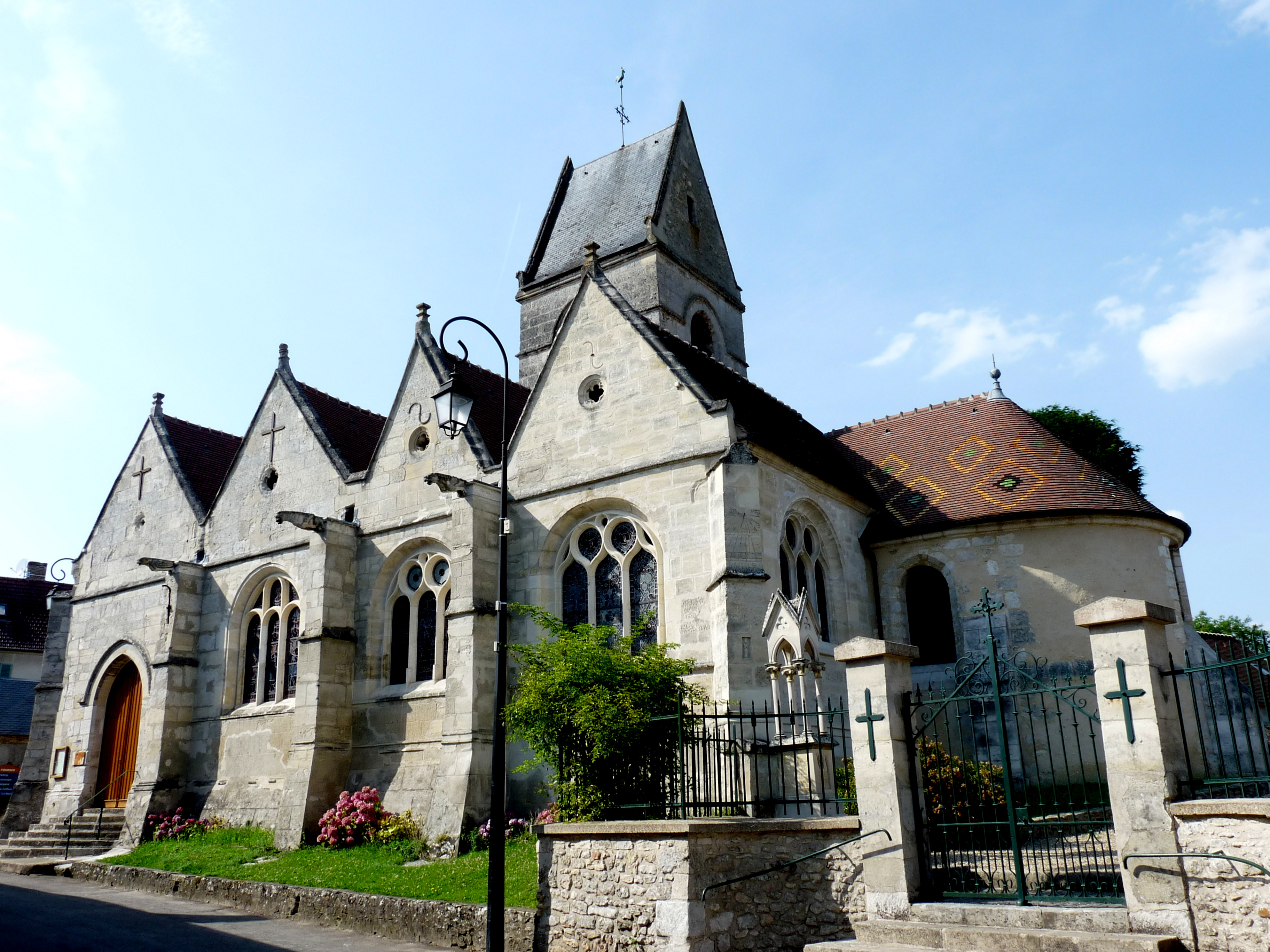
L'église Saint-Pierre de Fourges.

- Le moulin de Fourges [9], objet en outre d'un site classé
- Le tonneau du village[Quoi ?], plus connu sous le nom du célèbre Dayé[réf. nécessaire], dont quelques restes sont encore visibles au lavoir du hameau du Bosc-Roger.
- L'église Saint Pierre,  Inscrit MH (1962) [10], du XIIe siècle (chœur et abside) et XIVe siècle (clocher)[11].
- Chapelle Saint-Germain [12] et église Saint-Nicolas [13] pour mémoire.

### Patrimoine naturel

#### Sites classés
- Le moulin de Fourges, son pont, ses vannes et les 13 arbres voisins (1 marronnier d'Inde et 12 tilleuls)  Site classé (1933)[14] ;
- La vallée de l'Epte est un  Site classé (1982)[15].

## Personnalités liées à la commune
- Camille Hilaire (1916-2004), peintre, séjourna à Bosc-Roger jusqu'à sa mort le 7 juin 2004.
- Hillary Clinton vient déjeuner au Moulin, le 30 juin 1996.

## Filmographie
- Pierre Richard est apparu au Moulin lors du tournage du film La Cavale des fous
- La roue du moulin a été utilisée lors du tournage du film La Grande Vadrouille.

## Activités culturelles
Peinture
- Le Concours international de peinture grand format à Fourges est organisé chaque année depuis 2013. Placé sous l'égide de l'Unesco depuis 2015, il a été initié par l'ancien maire Denis Régnier[16]. C'est une des manifestations du festival Normandie impressionniste 2016, dont le thème 2016 était le portrait[17].